# Paronychia americana
Paronychia americana là loài thực vật có hoa thuộc họ Cẩm chướng. Loài này được (Nutt.) Fenzl ex Walp. mô tả khoa học đầu tiên năm 1842.